# Sand Van Roy
Sand Van Roy est une actrice belge, née le 16 octobre 1987 à Heerlen (Pays-Bas).

## Biographie

### Jeunesse et mannequinat
Fille de deux médecins généralistes, Sand Van Roy naît le 16 octobre 1987 dans la province néerlandaise du Limbourg , à Heerlen, ancienne ville minière en difficile reconversion.
À l’âge de 17 ans, elle s’installe à Paris pour commencer une carrière en tant que mannequin. L’une de ses bookeuses[Quoi ?], constatant un décalage entre son look et ses traits d’esprit, lui conseille de faire de la scène au théâtre et elle se tourne vers la comédie.

### Carrière d'actrice

#### Débuts au théâtre et sur Internet
Alors qu'elle a aussi des contrats de mannequins, elle se tourne vers le théâtre, effectuant des one-woman show dans la catégorie du stand-up. Elle réalise ainsi des premières parties, entre 2013 et 2015, pour Mathieu Madénian et Gad Elmaleh.
À la même époque, sous l’égide de la chaîne de télévision Canal +, elle participe au lancement de Funny Bones, une « chaîne Youtube anglophone 100 % made in France », qui diffuse des sketches à profusion, et créé le personnage ironique d'Olga, une "fille de l'Est opportuniste". Elle y rencontre Monsieur Poulpe, humoriste et animateur sur Canal +, et vit quelques mois avec lui.

#### Projet avec Europacorp et débuts au cinéma et à la télévision
Luc Besson, qu'elle croise pour la première fois fin 2015, dit avoir adoré le personnage d'Olga et la met en relation avec des auteurs de son école de cinéma fondée en 2012 l'École de la Cité, laissant ensuite espérer qu’il produise un long-métrage ou une série, potentiellement pour Netflix sur ce thème. Un contrat est préparé par Europacorp avec deux des étudiants en cinéma et le réalisateur Barthélemy Grossmann est chargé de la mise en scène.
En parallèle, elle tourne dans deux courts métrages, Betty Blue de Chris Bredes en 2014 et Ze Question d'Alexander Van Walsum en 2015, puis elle apparaît en 2016 dans les séries télévisées Virgin et What's Up France ?, espérant que sa carrière d'actrice puisse prendre le relais de celle de mannequin. Elle travaille aussi comme scénariste sur deux épisodes de What's Up France ? et sur un court métrage intitulé L'Euro 2016 ça déchire!
À partir de février 2016, elle obtient ses premiers rendez-vous avec Luc Besson au Fouquet's, puis elle passe des essais, les 16 et 17 mars, pour le rôle de Jessica Rabbit, la vamp provocante en robe rouge de Valérian et la Cité des mille planètes, le film le plus cher de l'histoire du cinéma européen.
En 2017, elle apparaît ainsi dans deux productions d'EuropaCorp : Valérian et la Cité des mille planètes (2017) et Taxi 5 de Franck Gastambide (2018). On lui explique que le « système Besson » de recrutement des mannequins en voie de reconversion s'ajoute à « un flair sans pareil pour repérer les actrices », ayant révélé Natalie Portman, Anne Parillaud, Maïwenn et Milla Jovovich.
Elle continue à tourner dans What's Up France ? en 2017. Au cours de cette période, elle rompt avec Monsieur Poulpe et Luc Besson lui demande de « quitter son agence de mannequins, puis de comédienne, d'arrêter de faire la fête, de voir des copains », estimant qu'elle a « négligé » le scénario de son film Olga. Il devient alors son seul employeur. Sa mère, qui est médecin, constate « les symptômes de l’emprise » de son nouveau mentor : elle maigrit et ne cesse de se plaindre de douleurs physiques. C'est dans ce contexte qu'elle est, selon ses accusations, victime d'agressions sexuelles.
Afin de « desserrer l’étau », un ami comédien la fait entrer début 2018 chez Ubba, agence artistique réputée, et un autre la met en contact avec une manageuse américaine qui la fait embaucher dans Genius, série télévisée de la chaîne National Geographic dédiée à Pablo Picasso. Elle est envoyée pour une semaine de tournage à Budapest au côté d'Antonio Banderas, mais elle n’ose même pas en parler à Besson qui, de son côté, est soulagé car le parquet classe finalement sans suite, le 11 mai 2018, l'affaire du financement de la Cité du cinéma.
Tout en poursuivant les castings, Sand Van Roy prend aussi des cours de droit par correspondance, sur les conseils de son avocat Francis Szpiner, qui déclare qu'elle ferait aussi une « excellente avocate ».

### Affaires judiciaires et militantisme

#### Plaintes contre Luc Besson et une magistrate
Sand Van Roy affirme que, en juillet et septembre 2016, elle est agressée dans son sommeil par Luc Besson, dans la suite-bureau du cinéaste au Fouquet’s, puis dans une chambre de l’hôtel The Dorchester de Londres où il lui a demandé de venir pour « un soi-disant casting », le temps d'un aller-retour en 17 heures seulement. En février 2017, elle note dans son journal intime qu'il n'a pas recommencé et vient de lui passer commande de « soixante pages » de scénario pour son projet de film Olga. Quelques mois après, elle décroche un cachet de 15 000 euros pour jouer la petite amie du chauffeur dans Taxi 5. L'été suivant, le cinéaste la convoque à l’hôtel Beverly Hills de Los Angeles pour travailler sur ce rôle et son projet de film mais l'ignore pendant trois jours avant d'exiger d'elle des relations sexuelles qu'elle considère comme humiliantes. Fin 2017, Luc Besson, alors en grandes difficultés financières, prépare son prochain long-métrage, Anna. Sand Van Roy passe une audition, puis elle est filmée aux côtés de Luke Evans, premier rôle masculin, dans le métro de Moscou le 29 octobre, puis à nouveau le 8 novembre au parc Monceau, à Paris, tournages assortis de menaces à répétition si elle parle, dont l'envoi le 29 novembre d'une vidéo de tête coupée, car l'affaire MeeToo vient d'éclater aux États-Unis.
En mai 2018, dans une période marquée par l'affaire Harvey Weinstein, elle porte plainte pour viol  contre Luc Besson, qui « nie toujours les accusations portées contre lui ». En février 2019, cette plainte est classée sans suite par le parquet de Paris,, dont la demande de mise en garde à vue de Luc Besson n'avait pas été exécutée. Plusieurs témoignages de ses proches ne sont pas non plus portés au dossier. Entendue, Maïwenn, l'ex-épouse de Luc Besson, affirme qu'un photographe l'a vue comme « intéressée ».
Son nouvel avocat, Francis Szpiner, dépose une plainte avec constitution de partie civile, ce qui déclenche automatiquement le 2 octobre 2019 une information judiciaire et la désignation d'une juge d'instruction, Laurence Lazerges, qui ne suit pas les conclusions du parquet. Juste après cette désignation, BFM TV diffuse un entretien d'une heure avec Luc Besson, dans lequel il pleure et parle de son épouse et du divorce de ses parents, en niant à nouveau les faits.
Le 25 janvier 2021, Luc Besson est placé sous le statut de témoin assisté.
À l'automne 2020, une autre juge d'instruction, Marie-Claire Nouriel, reprend le dossier et prononce peu après, le 9 décembre 2021, un non-lieu, sans avoir jamais rencontré la plaignante, ce qui est dénoncé par Francis Szpiner. Ce dernier demande 14 actes d'investigation, parmi lesquels une confrontation avec Besson, qui n'aura jamais lieu, et l'audition de l'ex-assistante du cinéaste qui l'a fait condamner aux prud'hommes pour « harcèlement moral », mais cela lui est refusé le 26 avril.
Sand Van Roy fait appel et le 25 avril 2022 porte plainte pour faux et usage de faux contre cette nouvelle magistrate et contre X. Le 24 mai 2022, le non-lieu sur sa plainte contre Besson est confirmé en appel,,. « Vous m’avez humiliée, diffamée, abîmée à vie », réagit-elle. La Cour de cassation ayant rejeté son pourvoi contre le non-lieu au bénéfice du cinéaste, Sand Van Roy confirme qu'elle saisira la Cour européenne des droits de l'Homme.
En novembre 2021, l'actrice s'exprime pour la première fois sur un plateau de télévision : elle accorde une longue interview au magazine d'investigation Complément d'enquête et « regrette d’avoir porté plainte en France », pays qui l'a « surtraumatisée », et qui « ne protège pas les victimes des gens connus ».
Elle y déplore que l'ADN de Luc Besson n’ait pas été prélevé avant plusieurs années et qu'il n'ait passé aucune expertise psychiatrique alors qu'elle en a subi plusieurs, ou que certaines pièces n'aient pas été versées au dossier par la juge d'instruction. Elle explique aussi la période suivant le tournage de Taxi 5 : « je passais pas mal de castings, j'avais un bon agent, tout était bien… Et depuis, ça s'est arrêté » ; un producteur confirme qu'un projet a été interrompu à cause de « l'affaire Besson » et qu'elle a été black-listée du cinéma français.
En octobre 2022, Joris Van Cauter, son avocat belge, porte à nouveau plainte pour viol contre Luc Besson, cette fois à Bruges,,,. « Il n’y a pas eu de véritable enquête en France », explique-t-il lors du journal de la chaîne privée flamande, en précisant qu’il ne pouvait pas imaginer « qu’on n’examine pas ces preuves en Belgique ». La Cour constitutionnelle belge doit prononcer fin 2023 sur la recevabilité de cette plainte.
Début 2025, la justice Belge donne à son tour raison à Luc Besson en jugeant irrecevable la plainte de l'actrice, déposé après le non lieu confirmé en appel et en cour de cassation par la justice française

#### Plaintes en diffamation contreLe Point
Sand Van Roy a gagné chacun de ses trois procès en diffamation contre le magazine Le Point, dont une fois en appel. Le magazine, se disant informé par l'entourage de Luc Besson ou par les auditions du cinéaste par la police, l'avait accusée à tort, sans aucune base factuelle, d'avoir porté plainte contre un autre homme en Belgique et d'être une ancienne call-girl, dans des articles restés en ligne en juin 2023 et affirmant se baser sur « les premiers éléments de l'enquête ». Concernant le passage spécifiquement visé, le tribunal a estimé qu'il « insinue » que Sand Van Roy « dépose des plaintes pour viol dépourvues de tout fondement », ce qui constitue une pratique diffamatoire.
Au moment de son dépôt de plainte contre Luc Besson pour viol, la comédienne avoue avoir « été tétanisée que son nom sorte publiquement, surtout qu’ensuite, on a colporté des horreurs » contre elle. Ni elle ni son avocat ne sont cités lorsque la première information est publiée, puis lorsque des résultats d'analyse toxicologique sont communiqués à la presse, qui les présente comme une preuve qu'elle avait menti alors qu'elle n'a jamais accusé Luc Besson de l'avoir droguée.
Le 20 avril 2021, le journal Mail Online reconnaît avoir violé sa vie privée dans trois articles, de 2018 et 2019, révélant son nom, sa plainte contre Luc Besson et reconnaît s'être trompé en affirmant que l'actrice aurait mentionné été droguée. Le journal « a payé une compensation et les coûts de procédure juridique, et s’est excusé pour la détresse causée ».

#### Figure du mouvement MeToo
Selon la journaliste Nolwenn Le Blevennec, Sand Van Roy s’impose en 2019 « comme la figure principale du mouvement #Metoo en France ». En contact avec beaucoup des plaignantes ayant dénoncé des viols, elle accepte de participer au Grenelle des violences conjugales.
Le 19 mai 2019, au Festival de Cannes, elle participe à la montée des marches avec un tatouage temporaire dénonçant les violences faites aux femmes,. Le 29 mai, elle apporte son soutien à Sandra Muller, la journaliste qui a initié le hashtag #BalanceTonPorc, lors de son procès en diffamation.

## Filmographie

### Cinéma

#### Longs métrages
- 2017 : Valérian et la Cité des mille planètes de Luc Besson : Jessica Rabbit
- 2018 : Taxi 5 de Franck Gastambide : Sandy
- 2019 : Indulgence de Sergio Fabio Ferrari : Amanda

#### Courts métrages
- 2014 : Betty Blue de Chris Bredesen
- 2015 : Ze Question d'Alexander Van Walsum
- 2016 : L'euro 2016, ça déchire ! de David Tergemina
- 2017 : Life Saver de Pierre Amstutz Roch
- 2020 : A (K)Night in Paris de Franck Galiègue : Dr Pamela Isley

### Télévision

#### Séries télévisées
- 2016 : Virgin : Kira (8 épisodes)
- 2016-2017 : What's Up France ? (6 épisodes)
- 2018 : Genius : Florelle (saison 2, épisode 9 : Picasso: Chapter Nine)